# Jacob Christoffersen

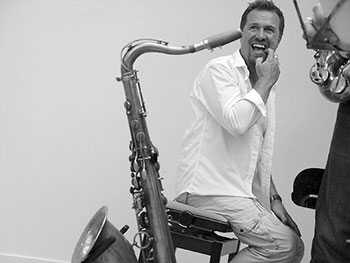
Jacob Christoffersen 2014

Jacob Christoffersen (* 31. März 1967 in Kopenhagen) ist ein dänischer Jazzmusiker (Piano, Komposition), der auch als Keyboarder in der Rockband Shu-bi-dua bekannt wurde.

## Leben und Wirken
Christoffersen erhielt ab dem Alter von neun Jahren Klavierunterricht. Mit zwölf Jahren trat er erstmals öffentlich auf; mit 17 Jahren erhielt er seinen ersten Jazzpreis „Sørens Geld“.
Christoffersen gehörte zunächst zur Band von Hans Ulrik. Dann gründete er eigene Bands: 1999 legte er auf dem Label Stunt Records im Quartett mit Claus Waidtløw, Jonas Westergaard und Mikkel Hess sein Debütalbum JazzXperience vor. Unter seinem Namen folgten beim selben Label die Alben Facing the Sun (2005, im Trio mit Jesper Bodilsen und Jonas Johansen), JC3 (2011) und We Want You (2016, mit Thomas Fonnesbæk und Zoltan Csörsz). Im kollaborativen Trio mit Karsten Kristensen und Hugo Rasmussen entstand 2008 das Album That Old Feeling. Mit Benjamin Koppel, Randy Brecker, Scott Colley und Bernard Purdie nahm er 2019 das Album The Ultimate Soul & Jazz Revue auf.
Im Jazzbereich arbeitete Christoffersen zudem mit Lars Møller, Alex Riel, Chris Minh Doky, Kristian Jørgensen, Lennart Ginman, Tomas Franck, Jesper Thilo, Bo Stief, Jesper Lundgaard, Jens Winther, Anders Bergcrantz, Peter Asplund, Christina Dahl, Sinne Eeg sowie der DR Big Band. Auch trat er mit Curtis Stigers, James Moody, Kenny Washington, Gregory Hutchinson, Jeff Tain Watts, Joey Baron, Billy Hart, Jimmy Cobb, John Abercrombie und Till Brönner auf. Von 2001 bis 2011 gehörte er als Keyboarder zur dänischen Poprock-Band Shu-bi-dua. Weiterhin begleitete er im Popbereich seine Frau, die Sängerin Majbritte Ulrikkenholm, war aber auch für Ole Kibsgaard, Hanne Boel, Ridin’ Thump, Søs Fenger, Kaya Brüel, Sanne Salomonsen und Anne Dorte Michelsen tätig.
Zudem lehrte Christoffersen von 1999 bis 2014 als Dozent am Rytmisk Musikkonservatorium in Kopenhagen.

## Preise und Auszeichnungen
Christoffersen erhielt 2013 den Ben Webster Prize. Sein Album We Want You wurde im Jazz Special zum „Album des Jahres 2016“ gewählt.